# Old Town (Maine)
Old Town és una població dels Estats Units a l'estat de Maine (EUA). Segons el cens del 2000 tenia 8.130 habitants.

## Demografia
Segons el cens del 2000, Old Town tenia 8.130 habitants, 3.426 habitatges, i 1.993 famílies. La densitat de població era de 82 habitants/km².
Dels 3.426 habitatges en un 26,1% hi vivien nens de menys de 18 anys, en un 44,7% hi vivien parelles casades, en un 10,1% dones solteres, i en un 41,8% no eren unitats familiars. En el 29,1% dels habitatges hi vivien persones soles l'11,7% de les quals corresponia a persones de 65 anys o més que vivien soles. El nombre mitjà de persones vivint en cada habitatge era de 2,3 i el nombre mitjà de persones que vivien en cada família era de 2,83.
Per edats la població es repartia de la següent manera: un 20% tenia menys de 18 anys, un 18,3% entre 18 i 24, un 27% entre 25 i 44, un 20,8% de 45 a 60 i un 13,9% 65 anys o més.
L'edat mediana era de 34 anys. Per cada 100 dones de 18 o més anys hi havia 90,8 homes.
La renda mediana per habitatge era de 29.886 $ i la renda mediana per família de 40.589 $. Els homes tenien una renda mediana de 32.961 $ mentre que les dones 23.723 $. La renda per capita de la població era de 16.100 $. Entorn de l'11,8% de les famílies i el 18,6% de la població estaven per davall del llindar de pobresa.

## Poblacions més properes
El següent diagrama mostra les poblacions més properes.